# Heinrich Salzmann (Apotheker)
Heinrich Salzmann (* 10. Januar 1859 in Münster; † 28. Juni 1945 in Castrop-Rauxel; mit vollem Namen Maximilian Heinrich Adolf Hubert Salzmann) war ein deutscher Apotheker und Standespolitiker. Er war über 30 Jahre Vorsitzender des Deutschen Apotheker-Vereins (DAV), Gründer und späterer Aufsichtsratsvorsitzender der Handelsgesellschaft deutscher Apotheker (Hageda), einer der ersten pharmazeutischen Großhandlungen auf genossenschaftlicher Basis in Deutschland, sowie Chefredakteur der Apotheker-Zeitung.

## Leben und Wirken
(Quelle: )
Salzmann war das achte von elf Kindern von Heinrich Johannes Salzmann und Therese Sybille Wilhelmine Dahmen. Das Gymnasium Paulinum schloss er 1874 mit der Primareife ab und absolvierte anschließend eine Ausbildung zum Apotheker beim Apotheker und späteren Historiker Julius Berendes in Ahaus. Es folgte ein Studium der Pharmazie in Münster und Berlin. 1882 bestand er das Pharmazeutische Staatsexamen in Berlin mit dem Prädikat „sehr gut“ und erhielt die Approbation zum selbstständigen Betrieb einer Apotheke.
Bis zum Beginn seines Chemiestudiums in Freiburg 1886 arbeitete er als Apotheker auf Norderney und leistete seinen Militärdienst. 1887 trat er eine Korps-Stabsapothekerstelle an, bis er 1889 mit der Dissertation „Beiträge zur Kenntniss halogensubstituirter Toluole und Benzoesäuren“ zum Doktor der Philosophie promoviert wurde. Während seiner Zeit als Korps-Stabsapotheker betätigte sich Salzmann weiter wissenschaftlich und veröffentlichte mehrere bedeutsame Beiträge. Für seine wissenschaftlichen Leistungen während dieser Zeit wurde er mehrfach geehrt, u. a. wurde ihm 1897 die Kaiser-Wilhelm-Erinnerungsmedaille und 1901 die Chinamedaille verliehen.
Neben wissenschaftlichen Veröffentlichungen publizierte Salzmann regelmäßig in der Apotheker-Zeitung und wurde 1895 deren Chefredakteur. Zeitgleich wurde er auch Geschäftsführer des Deutschen Apotheker-Vereins (DAV), dieses Amt bekleidete er bis 1900. Im Jahr 1901 eröffnete Salzmann die Ranke-Apotheke in der Joachimsthaler Straße 22/23 in Berlin, die er bis 1941 betrieb.
1901 wurde Salzmann zum Stellvertretenden Vorsitzenden und im August 1902 dann zum Ersten Vorsitzenden des DAV gewählt. Dieses Amt hatte er bis zur Machtübernahme der Nationalsozialisten im Jahr 1933 inne. Unter dem Vorsitz Salzmanns sah sich die organisierte Apothekerschaft mit zahlreichen wichtigen Themen konfrontiert, die den Berufsstand im Prinzip bis heute nicht verlassen haben. Dauerthema schon damals: das Verhältnis zu den Krankenkassen und die zu gewährenden Rabatte. So setzte sich Salzmann für eine sachgerechte Fortentwicklung der gesetzlichen Regelungen des Apothekenwesens ein. Um dem damals herrschenden Personalmangel zu begegnen, gleichzeitig jedoch den gestiegenen wissenschaftlichen Anforderungen an eine fachlich hochwertige Ausbildung gerecht zu werden, setzte er sich intensiv für die notwendige Anpassung der entsprechenden Regelungen bezüglich der Vor- und Ausbildung von Apothekern ein. Um einerseits durch den Betrieb einer Apotheke erarbeitete Werte zu erhalten und trotzdem jungen Apothekern den Zugang in die Selbständigkeit zu ermöglichen, ohne dass Apotheken zu Spekulationsobjekten gemacht würden, setzte er sich gegen eine uneingeschränkte Niederlassungsfreiheit sowie eine reine Personalkonzession ein.
Der Verband unter Salzmann bewältigte zudem weitere große Herausforderungen, darunter die Hyperinflation der frühen 1920er Jahre. Während seiner gesamten Zeit als Vorsitzender des DAV kämpfte Salzmann für die wirtschaftliche Stabilität des Apothekerstandes und setzte sich intensiv für ausgewogene Taxen (Arznei-, Spezialitäten- und Handverkaufstaxen) ein. Erwähnenswert ist weiter Salzmanns Engagement, zu Gunsten einer hohen Arzneimittelsicherheit den Verkehr mit Arzneimitteln außerhalb von Apotheken zu regulieren.
Im Jahr 1902 wurde in Berlin zunächst die „Einkaufsvereinigung der Apotheker Berlins mit beschränkter Haftung“ gegründet, die ab 1904 den Namen „Handelsgesellschaft Deutscher Apotheker m.b.H.“ tragen sollte und Salzmann zu deren Aufsichtsratsvorsitzenden gewählt. Unternehmensgegenstand war der gemeinsame Einkauf und die Herstellung von pharmazeutischen Präparaten, medizinischen Verbandstoffen und Spezialitäten. Man beabsichtigte also von Anfang an neben dem gemeinschaftlichen Warenbezug auch eine eigene Produktion. Diese Vorgehensweise ist ein weiterer Beweis für Salzmanns kaufmännische Weitsicht und sein taktisch kluges Verhalten. Obwohl er sich als Vorstandsvorsitzender des DAV offiziell gegen die großindustrielle Herstellung von Medikamenten aussprach, sah er eine standeseigene Beteiligung daran durchaus als sinnvoll an. Salzmann war bis 1938 Aufsichtsratsvorsitzender der Hageda.
Nach der Gleichschaltung durch die Nationalsozialisten trat Salzmann im April 1933 im Rahmen einer Hauptversammlung vom DAV-Vorstand zurück. Es ist belegt, dass Salzmann nicht aufgrund seiner jüdischen Abstammung, sondern ausschließlich zum Zweck der Gleichschaltung und unter bewusstem Verzicht darauf, den Nationalsozialisten die Hand reichen zu müssen, zurücktrat. Es folgten viele Demütigungen, doch es gelang nicht, Salzmann auch Ehrenrührigkeit oder Korruption nachzuweisen. Stattdessen bediente man sich Beleidigungen und Verunglimpfungen. Die Salzmann verliehene Ehrenmitgliedschaft der nunmehrigen „Standesgemeinschaft Deutscher Apotheker“ wurde ihm wieder entzogen. Salzmann musste aus der Deutschen Pharmazeutischen Gesellschaft, deren Ehrenmitglied er war, austreten und aus dem Kuratorium der Flückiger-Stiftung ausscheiden. Die „Salzmann-Stiftung deutscher Apotheker“, deren Vorsitzender er satzungsgemäß auf Lebenszeit sein sollte, benannte die nationalsozialistische Führung in „Treudank-Stiftung“ um und verwendete das Stiftungsvermögen nach ihrem Belieben.
Heinrich Salzmann starb am 28. Juni 1945 in Castrop-Rauxel.